# 太和門
39°54′55″N 116°23′49″E / 39.915382°N 116.396934°E
太和門是故宫外朝三大殿的正南门，也是紫禁城內最大的宮門及正門，是自天安門南側向北進紫禁城時經過的第四道門（前三道依次為天安門、端門、午門）。太和門建成于明朝永樂十八年（1420年），初稱“奉天門”。明朝嘉靖三十七年六月辛卯重建改稱「大朝門」，嘉靖四十一年（1562年）改稱“皇極門”。清朝順治二年（1645年），改易宫殿名号，門隨大殿改稱為“太和門”。
太和门是宫廷最高大的门座。由紫禁城正南的午门进来，首先看到的便是这座大门。大門东西阔七间，南北高两间，四围廊子，总合三十六间，建筑面积1371.14平方米。太和門正中共開三門。外观是一座重檐歇山式的门座，下面承以须弥座式的漢白玉作為基座，四围有龙凤石肜栏，大門的前后石阶各三個，左右石阶各一個，建筑通高23.8米，体制和太和殿沒有特別，僅在体型和规模上有差。
太和门两侧各设旁门一座，与太和门平排并列，左边的叫昭德门，右边的叫贞度门。於明朝永樂十八年（1420年）建成，初稱「东角門」及「西角门」，嘉靖四十一年（1562年）改為「弘政門」及「宣治门」。现在的名号是在清朝順治二年（1645年）改稱的。明朝時，左邊昭德门為考選鴻臚之地。清朝兩門皆為侍衛值宿處。左右門体量比较矮小，属于陪衬性的建筑物。
明朝時，太和門是“禦門聽政”之處，皇帝在太和門接受臣下朝拜及上奏，頒佈詔令，處理政事。清朝初年，皇帝也曾在太和門聽政、賜宴，後來“禦門聽政”改在乾清門進行。清朝順治元年九月（1644年），清朝統治者定鼎北京之後，首位皇帝順治帝在太和門頒佈大赦令。
清朝順治三年（1646年）、嘉慶七年（1802年）均曾重修。光緒十四年，太和門西側的貞度門失火，殃及太和門與昭德門，三門均被焚毀，光緒十五年重建。
1959年，進行了太和門及前三殿的油飾彩畫工程。2003年，故宮大修工程啟動。2007年冬，太和門的維修工程結束。2008年7月16日起，維修竣工的太和門、太和殿、神武門重新對遊客開放。

## 歷史

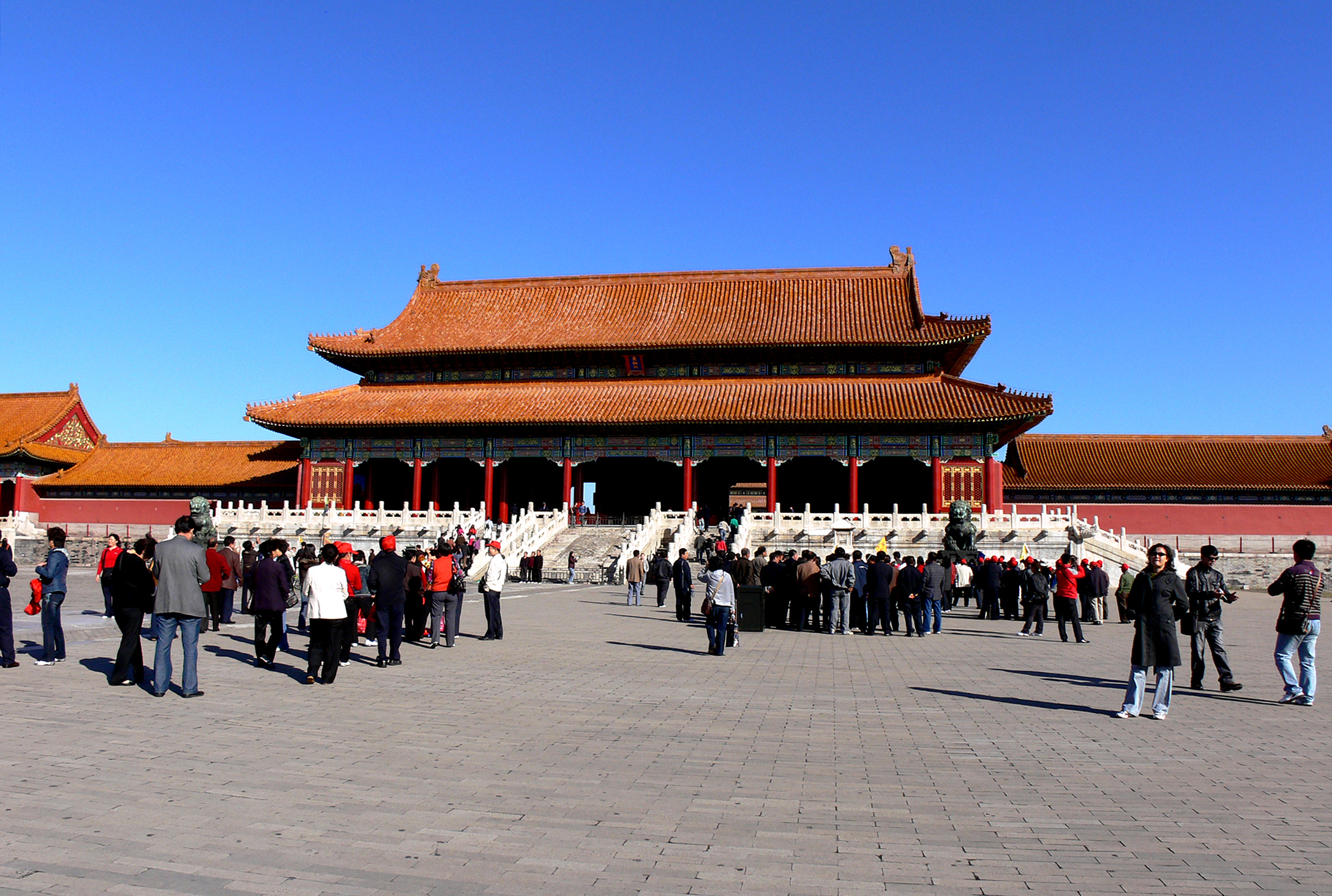
2008年的太和門

### 命名史
太和門的命名，是參照太和殿而來的。太和殿最初叫奉天殿，後來改稱皇極殿，最後才確定為太和殿。因此，太和門的名字，也是從最早明朝永樂十八年（1420年）的奉天門，嘉靖三十七年六月辛卯重建改稱「大朝門」，嘉靖四十一年（1562年）改稱“皇極門”。清朝順治二年（1645年），改易宫殿名号，門隨大殿改稱為“太和門”。

### 明朝
明朝時，太和門是“禦門聽政”之處，皇帝在太和門接受臣下朝拜及上奏，頒佈詔令，處理政事。清朝初年，皇帝也曾在太和門聽政、賜宴，後來“禦門聽政”改在乾清門進行。清朝順治元年九月（1644年），清朝統治者定鼎北京之後，首位皇帝順治帝在太和門頒佈大赦令。同時，左邊昭德门為考選鴻臚之地。

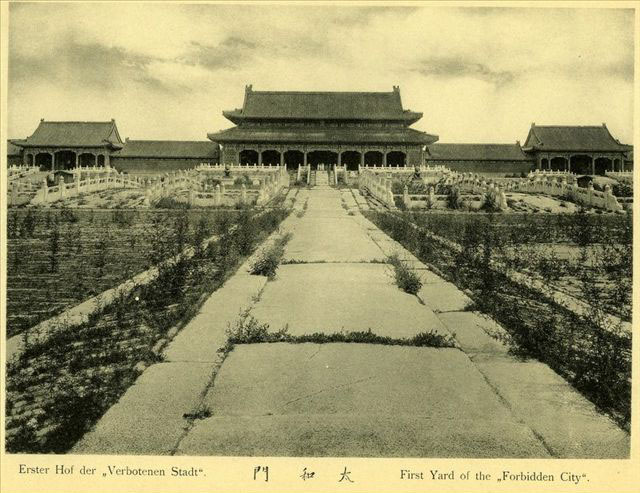
1900年的太和門。右為昭德門，左為貞度門。前為內金水橋。

### 清朝
清朝順治三年（1646年）、嘉慶七年（1802年）均曾重修。光緒十四年，太和門西側的貞度門失火，殃及太和門與昭德門，三門均被焚毀，光緒十五年重建。
光緒十四年，十二月十五日（1889年1月16日）深夜，太和門護軍值班房因護軍熟睡，油燈點著門柱引發火災。雖然派出了7000多人次救火，但大火依然燒了兩天，太和門被焚毀。但下一個月，光緒十五年，正月二十七日（1889年2月26日），為光緒帝大婚的吉日。按照清朝禮儀，大婚皇后須經太和門進宮。僅剩42天時間，重修太和門已來不及，清廷遂令北京的棚匠紮彩工，搭成一座彩棚太和門，以假亂真，在光緒帝大婚時使用。紮彩後，高及闊和焚燒前的差不多，屋椽的花紋丶掛在門上的鴟吻丶廣狹的泄水沟，無不相似。在宮延上經驗豐富的人都不能辨別真假。而且高達十丈，連強大的風只造成小小搖搖。

## 建築
太和門面闊九間，進深三間，建築面積1300.00平方米。太和門覆重簷歇山頂，下面是漢白玉基座，梁枋等構件上繪有和璽彩畫。太和門前列有銅獅一對、銅鼎四隻，是鑄造于明朝的陳設銅器。太和門前的這對銅獅子十分高大，這樣的銅獅子在皇城內只有六對。
太和門前有廣場，面積約26000平方米，內金水河自西向東蜿蜒流過廣場偏南側。水源來自紫禁城護城河。其中太和門前的河段是紫禁城內最寬最華麗的一段，因其形似玉帶，又稱“玉帶河”。河上有五座漢白玉石橋，習稱“內金水橋”。內金水橋中間的一座供皇帝行走，叫“御路橋”；兩邊供宗室親王行走，叫“王公橋”；最邊上的則是供三品以上官員行走，叫“品級橋”。禦路橋直通太和門的石板路名叫“御路”。

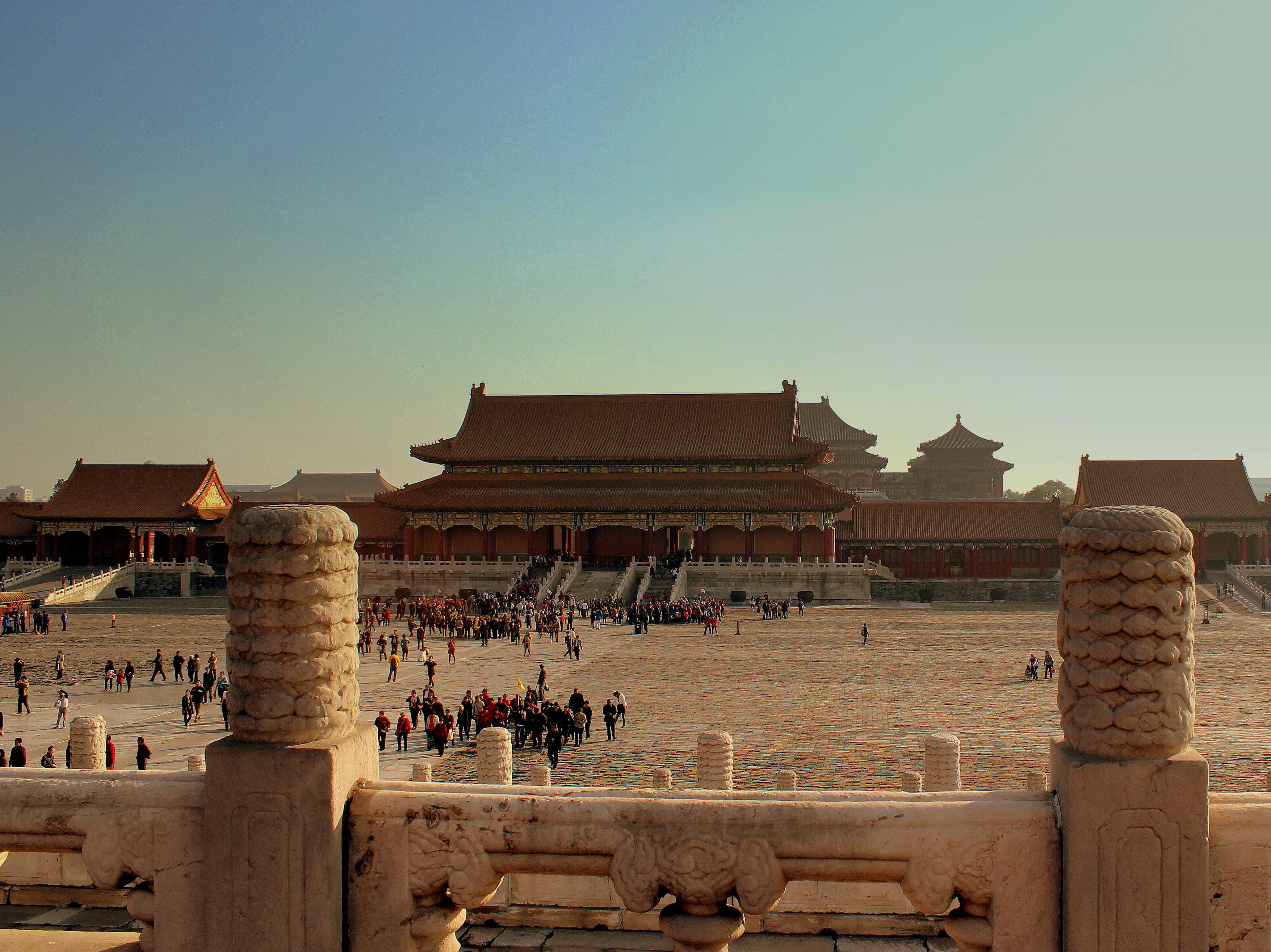
太和門北側。左為昭德門，中為太和門，右為貞度門。

太和門廣場兩側為排列整齊的廊廡，習稱東朝房、西朝房，並且有協和門（明朝稱會極門）、熙和門（明朝稱歸極門）東西對峙。東側廊廡在明朝用作實錄館、玉牒館、起居注館，清朝改為稽察欽奉上諭事件處、內誥敕房。西側廊廡在明朝是編修《大明會典》的會典館，清朝改為繙書房、起居注館。
2006年，有報導稱故宮博物院將於該年在太和門東廡推出車馬轎輿展、宮廷政務展。但太和門東廡當年並未開放。2008年又有報導稱，太和門東廡建築將於2008年首次開放，並首次開設車馬轎展。但太和門東廡並未開放。

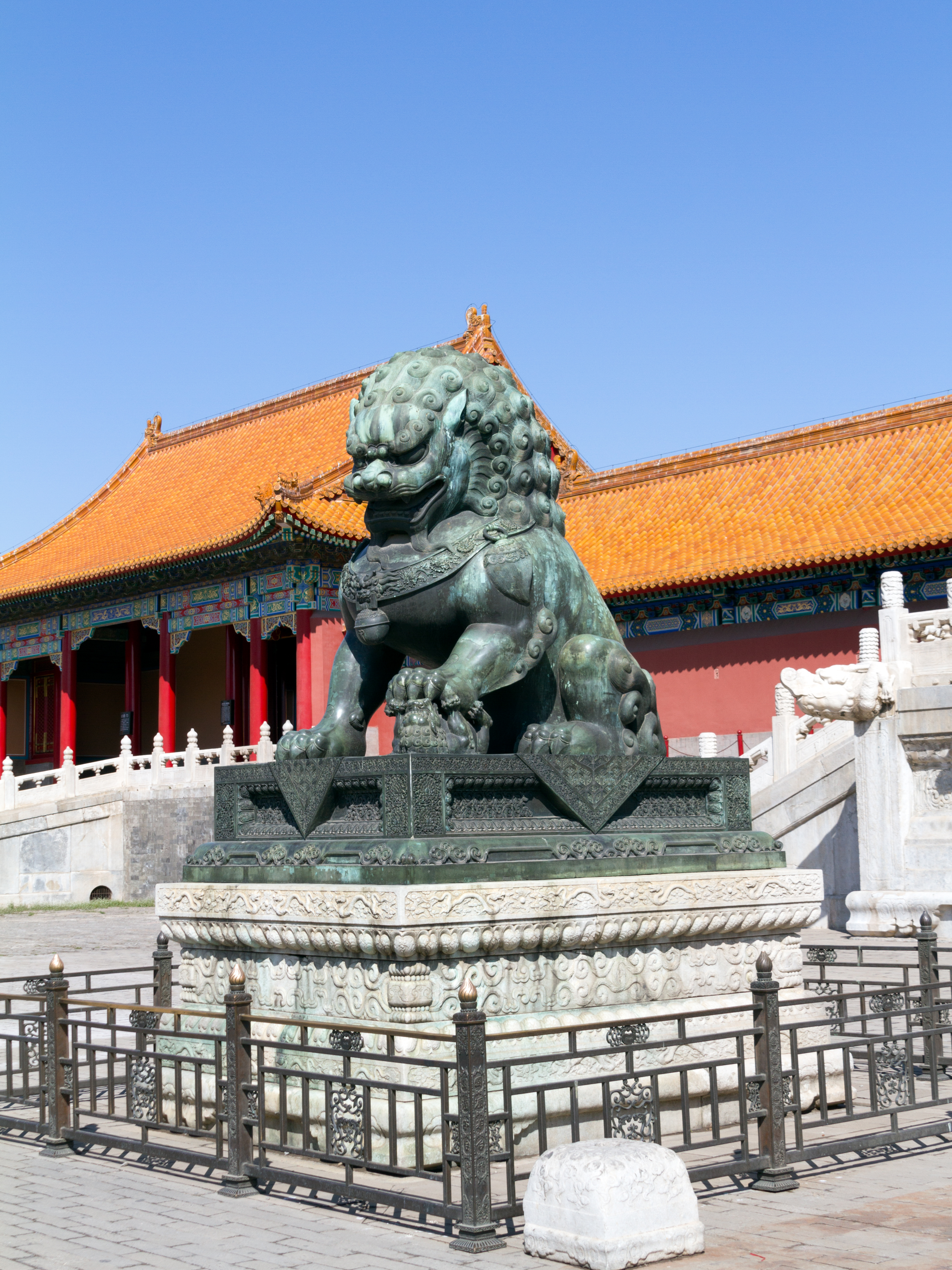
太和門前西側銅獅

### 清宮鹵簿儀仗展
2005年10月29日，故宮博物院首次舉辦“清宮鹵簿儀仗展”，該展覽在太和門西廡（熙和門南、北）舉行，此後成為故宮博物院的常設展覽。開展時展出的70多件文物僅是清朝皇帝鹵簿中的一部分，主要包括傘、蓋、金八件、靜鞭、龍鼓等等。“鹵簿”是指帝王出行時隨從的儀仗隊。漢朝已有關於鹵簿的記載，清朝乾隆朝鹵簿制度趨於完善。乾隆十三年（1748年），皇帝鹵簿定為大駕鹵簿、法駕鹵簿、鑾駕鹵簿、騎駕鹵簿四等，分別適用于皇帝的不同類別的活動。大駕鹵簿是皇帝大祭圜丘、祈穀、常雩時使用；法駕鹵簿是皇帝祭方澤、日、月、先農各壇，以及太廟、歷代帝王廟、先師各廟等等時使用；鑾駕鹵簿是皇帝行幸皇城時使用；騎駕鹵簿是皇帝出京巡幸各地或禦駕親征時使用。清朝後妃舉行儀式時所用器物的等級也有規定：皇后、皇太后稱為儀駕，皇貴妃、貴妃稱為儀仗，妃、嬪稱為彩仗。皇帝鹵簿所用物品繁多，僅大駕鹵簿所用物品便共有八百多件，在太和門西廡展出的僅是清朝皇帝鹵簿的一小部分，共70餘件。展品多配以《欽定大清會典圖》，主要展品包括：五色雲旗－黃雲旗、正黃旗驍騎纛、五雷旗－藍雷旗、五雷旗－白雷旗、羽葆幢、龍頭旛、孔雀扇、雉尾扇、單龍赤團扇、紅地四季花扇、紫芝蓋、九龍黃蓋、五色雲旗－紅雲旗、黃麾、金節、鸞鳳赤方扇、黃雙龍團扇、翠華蓋、黑地九龍傘、靜鞭、銅品級山兩套（正一品至正九品、從一品至從九品）、金八件（金提爐、金盆、金瓶、金盒、金唾壺、金交椅）、九龍曲蓋。

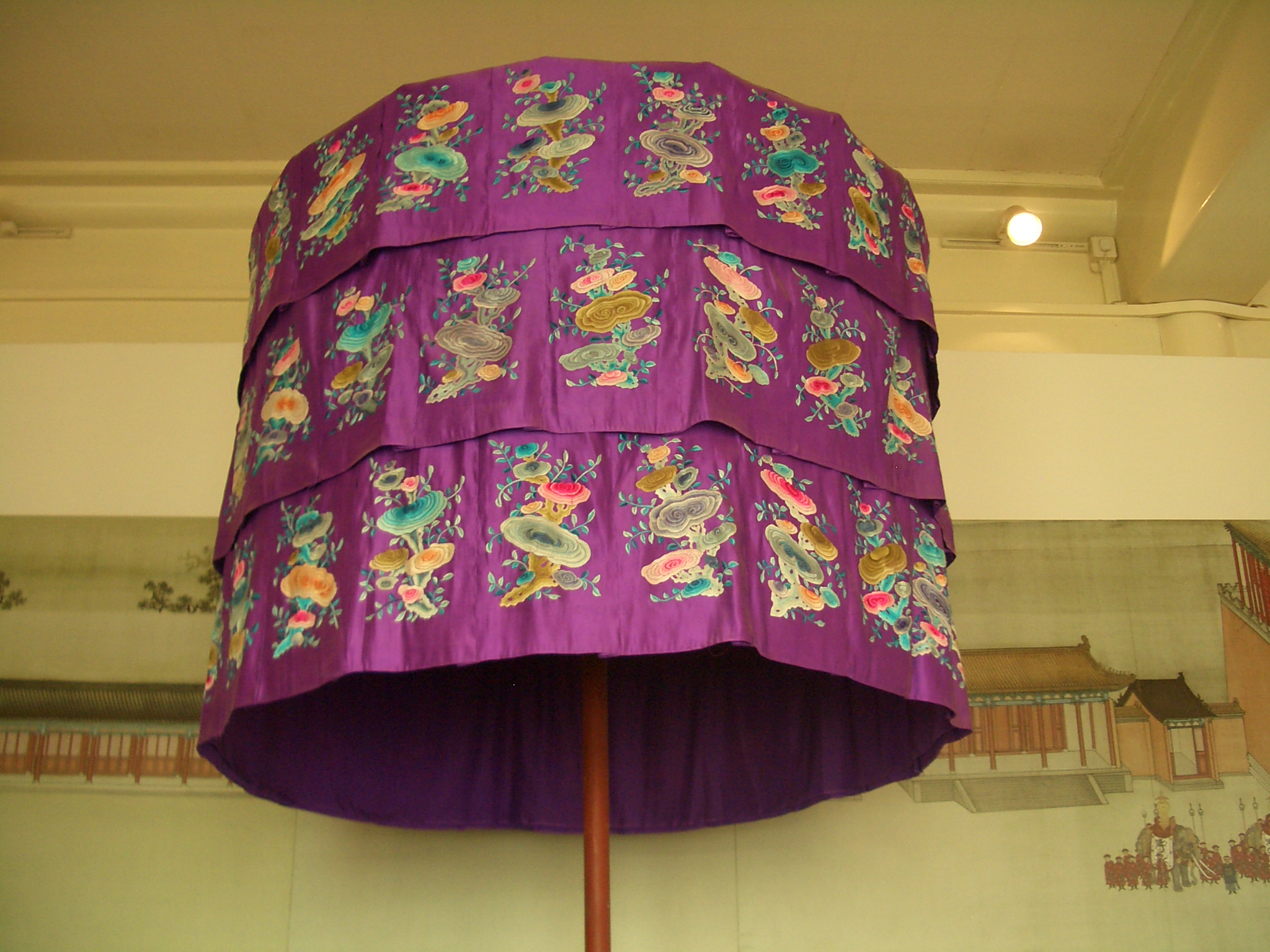
紫芝蓋
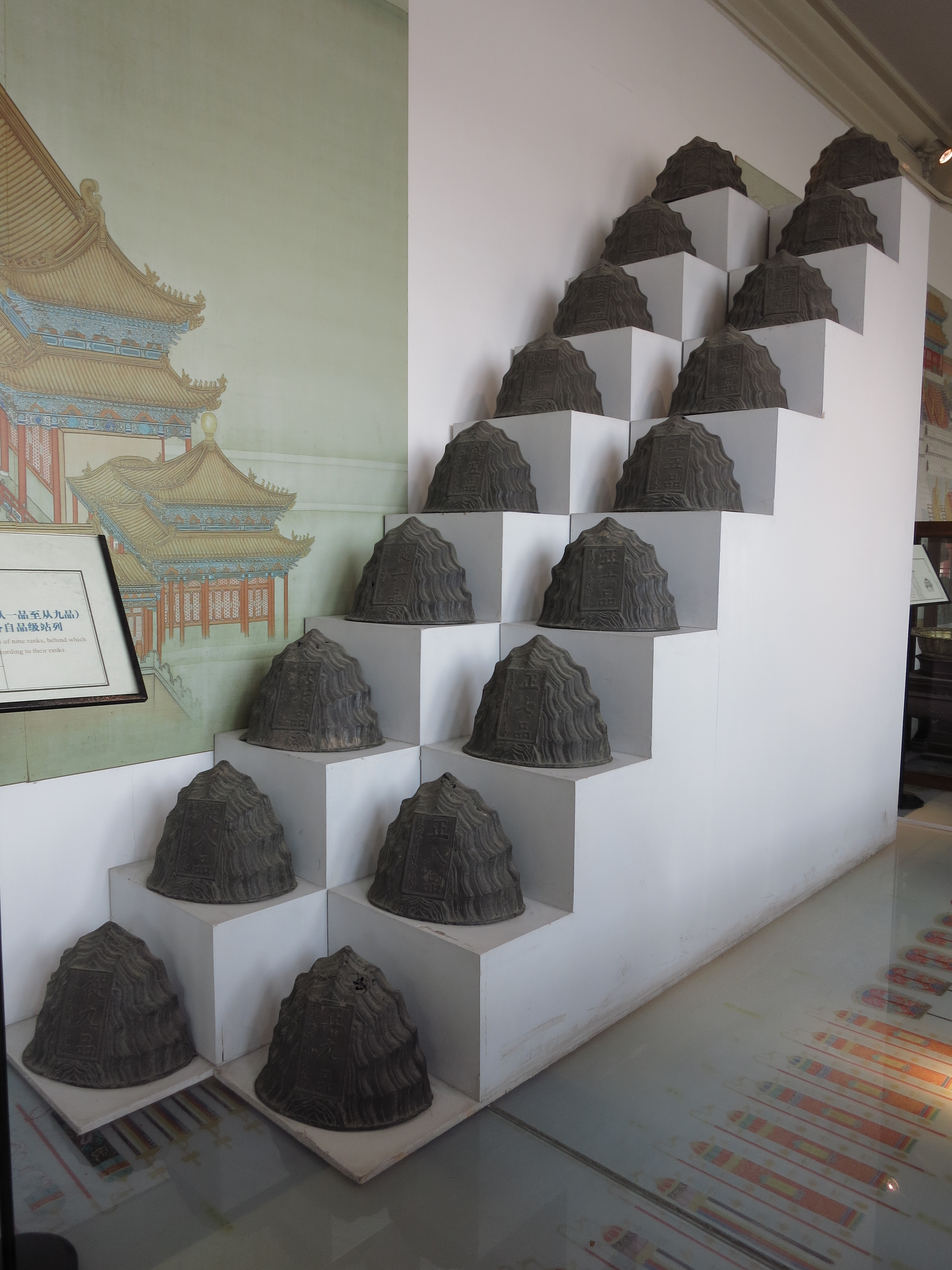
銅品級山兩套（正一品至正九品），原先擺放在太和殿前廣場上

## 延伸閱讀
- 李鵬年：〈重修太和門工程始末〉，《故宮博物院院刊》1986年第3期
- 王璞子：〈太和門的被毀和重修〉，《紫禁城》1983年第2期
- 倬娟：〈太和門的空間組合藝術〉，《紫禁城》1983年第2期
- 周蘇琴：〈太和門東西朝房〉，《紫禁城》1983年第2期
- 賈俊英：〈協和門與熙和門〉，《紫禁城》1983年第2期
- 張金：〈紫禁城的內金水河〉，《紫禁城》1980年第3期
- 杜廼松：〈故宮的銅獅〉，《紫禁城》1980年1期
- 王璞子：〈太和門〉，《故宮博物院院刊》1979年3期

## 外部連結
- 维基共享资源上的相關多媒體資源：太和門